# Popów (powiat łowicki)
Popów – wieś w Polsce położona w województwie łódzkim, w powiecie łowickim, w gminie Łowicz.
Prywatna wieś duchowna Popowo położona była w drugiej połowie XVI wieku w powiecie gąbińskim ziemi gostynińskiej województwa rawskiego. W latach 1975–1998 miejscowość należała administracyjnie do województwa skierniewickiego.